# Lambrechten
Lambrechten ist eine Gemeinde in Oberösterreich im Bezirk Ried im Innkreis im Innviertel mit 1339 Einwohnern (Stand 1. Jänner 2024). Die Gemeinde liegt im Gerichtsbezirk Ried im Innkreis.

## Geografie
Lambrechten liegt auf 406 m Höhe im Innviertel. Die Ausdehnung beträgt von Nord nach Süd 5,5 km, von West nach Ost 8,4 km. Die Gesamtfläche beträgt 23,7 km². 11,9 % der Fläche sind bewaldet, 78,4 % der Fläche sind landwirtschaftlich genutzt.

### Gemeindegliederung
Das Gemeindegebiet umfasst folgende Ortschaften (in Klammern Einwohnerzahl Stand 1. Jänner 2024):
- Augental (32)
- Baumgarten (24)
- Blindendorf (20)
- Breiningsdorf (27)
- Bruck (148) samt Herberg, Koch, Parz und Vorhau
- Ellerbach (54)
- Ellerbach bei Taiskirchen im Innkreis (2)
- Gerhagen (49)
- Gupfing (33)
- Kromberg (21)
- Lambrechten (493) samt Au
- Messenbach (139)
- Neundling (34)
- Rabenstreit (16)
- Reichergerhagen (129)
- Reintal (25)
- Sittling (11)
- Stött (61)
- Winkl (21)

### Nachbargemeinden
| Eggerding (SD)         | Mayrhof (SD)                                | Andorf (SD)             |
| Ort im Innkreis        | Kompassrose, die auf Nachbargemeinden zeigt | Zell an der Pram (SD)   |
| St. Martin im Innkreis | Utzenaich                                   | Taiskirchen im Innkreis |

## Geschichte

### Sankt Lambrechten, Beneventenreut
Im Jahre 1150 befand sich auf dem Platz, wo heute  Lambrechten steht, das Gut „Beneventenreut“, übersetzt „Gute Wende nach Rodung“. Das bedeutet, dass das Gebiet erst gerodet werden musste, um als Bauer Vieh halten zu können und eine Ernährungsgrundlage für die Familie zu schaffen.
Das Gut gehörte einem Dienstmann des Erzstiftes Salzburg, Diether von Rabenvurt und seiner Gemahlin Mechthilde. Die beiden vermachten „Beneventenreut“ mit allem Zubehör und vielen Leibeigenen dem Stift Reichersberg.
1110
Um 1110 soll bereits eine hölzerne Kapelle gestanden haben, die dem Märtyrerbischof Lambert geweiht war. Das Altarbild der heutigen Pfarrkirche zeigt Bischof Lambertus. Die Überlieferung besagt ebenfalls, dass um 1187 nahe der Kapelle von Stiftspriester Magnus, Reichersberg, Weinbau betrieben wurde. Dieser Südhang wird bis heute Weinberg genannt.
1190
Um 1190 wurde vom Kloster Reichersberg ein kleines Gotteshaus an der Stelle gebaut, wo die heutige Pfarrkirche steht. Die bisher bestehende Kapelle wurde abgetragen. Das neue Gotteshaus wurde ebenfalls zu Ehren des Heiligen Lambertus am 17. November 1193 vom Passauer Bischof Wolfger von Erla geweiht. Es entwickelte sich rund um das Gotteshaus im Laufe der Jahrhunderte der Ort Hofmark, den man später „Sankt Lambrechten“ nannte.
Zur Zeit der frühen Kirchenorganisation im Mittelalter gehörten Teile des Gebietes um Lambrechten zur Urpfarre St. Weihflorian. Als eigenständige Pfarre wurde St. Weihflorian erstmals 1182 bezeichnet, als sie zusammen mit der Pfarre Tettenweis dem Passauer „Innbruckamt“ inkorporiert wurde, welches dem St. Ägidien-Spital in der Innstadt unterstand. Der Sprengel der Pfarre St. Weihflorian war sehr ausgedehnt: Er lag zwischen dem Wirkungsbereich der Urpfarre St. Severin sowie dem der Urpfarre Münsteuer und umfasste das Gebiet der heutigen Pfarren Brunnenthal, Schärding, St. Florian am Inn, Suben, St. Marienkirchen und Eggerding, dazu außerdem Anteile der heutigen Pfarren Taufkirchen, Lambrechten und Rainbach. Als es im Jahr 1380 zur Verlegung des Sitzes der Pfarre nach Schärding kam, wurde das zu St. Weihflorian gehörende Gebiet um Lambrechten zur Filiale von Schärding.
1711
Als die Gegend im Spanischen Erbfolgekrieg durch die Habsburger besetzt wurde, gehörte Lambrechten zur von 1711 bis 1714 bestehenden Grafschaft Ried des Fürsten Trautson.
1726
1726 gab es bei der Kirche ein Gasthaus und zwei Häuser. Typisch für Lambrechten war damals bereits der Vierseithof, der bis heute im ganzen Innviertel dominiert. Die vollständig aus Holz gebauten Höfe waren so angeordnet, dass neben dem Wohnhaus die beiden Ställe (Kuh- und Schweinestall) und gegenüber dem Wohnhaus der Stadel (Scheune) situiert war. Im Erdgeschoß des Hauses war in einem Viertelteil der Stall für zwei oder vier Pferde untergebracht.
1783–1853
Auf Grund der Reform von Kaiser Joseph II. kam es im Mai 1783 zur Gründung der Pfarre Sankt Lambrechten. Zugleich wurde eine Pfarrschule eingerichtet. Die Lehrkräfte (Schulmeister) wurden vom Stift Reichersberg bestellt. Das Pfarrgebiet wurde, mit geringer Abweichung, 1848 das Gemeindegebiet Lambrechten. Laut Landesregierungsblatt für das Erzherzogtum Österreich ob der Enns LIV(54). Stück, Zahl 250, vom 10. Dezember 1853 ist der Name der Gemeinde Lambrechten vermerkt. Es wurde somit nur die Pfarre mit dem Namen St. Lambrechten (vorerst Sankt Lamprecht) bezeichnet.
1848
Mit der Entwicklung des Bauerlandes Lambrechten, das bis 1783 keine eigene Pfarre war und erst 1848 eine Gemeinde wurde, entwickelte sich auch der Handwerksberuf. Man brauchte vorwiegend Zimmermänner, Wagner, Schmieder, Sattler, Korbflechter, Holzschuhmacher, Weber, Schreiner, den umherziehenden Bandlkramer, später den ansässigen Krämer, Maurer, Bäcker, Wirt, Bader (Mediziner), Schuster und andere. Bis 1848 stand die Bevölkerung in einem Untertanenverhältnis zu Kirche und Kaiser. Das bedeutete, dass Zehent und Robot zu leisten waren und im Kriegsfall der Bevölkerung das Letzte abverlangt wurde. Große Not herrschte in Kriegszeiten und bei nicht seltenen Naturkatastrophen. (siehe Auflistung der Kriegshandlungen bis 1945.)
Bis zur Gründung einer eigenen Pfarre St. Lambrechten wurde die Bevölkerung vom Stift Reichersberg als Teil der Pfarre Münsteuer betreut.
1848
In diesem Jahr begann ebenfalls die Regierungszeit von Kaiser Franz Joseph I.
Es wurden politische Verwaltungsbezirke gebildet. Zwecks Festsetzung von Steuerleistungen wurden Katastralgemeinden und Grundstücksverzeichnisse geschaffen. Die Katastral-Gemeindenamen waren vermutlich die bedeutendsten Ortschaftsregionen: Lambrechten, Kramberg (die heutige Ortschaft lautet Kromberg), Gerhagen, Breiningsdorf und Reichergerhagen.

1941/42
Während des Zweiten Weltkrieges verschwand der Namensteil „Sankt“ gänzlich.

### Kriege
Immer wieder herrschte Krieg. Not und Leiden hatte die Bevölkerung auf sich zu nehmen:
1618–1648
Dreißigjähriger Krieg, um 1626 Oberösterreichischer Bauernkrieg
Zu dieser Zeit herrschte im Innviertel eine große Hungersnot und die Pest forderte viele Tote. An der Straße von Osternach, beim Anwesen Scherzer in Stött, steht noch heute eine Pestsäule aus Granit, die an die damalige Zeit erinnert.
1701–1714
Spanischer Erbfolgekrieg
Lambrechtner kämpften auf der Seite der Bayern, da das Innviertel damals zu Bayern gehörte. Mehrere Einwohner verschanzten sich beim Lipf, nachdem die Bayern flüchteten. Das Österreichische Heer zog, von Riedau kommend, plündernd durch Lambrechten und das ganze Innviertel.
1740–1745
Österreichischer Erbfolgekrieg
Im Innviertel befanden sich große Heerestruppen. Bayern, Preußen und Franzosen zogen gegen Österreich durch das Innviertel.
1777–1779
Kaiserin Maria Theresia erhob Erbansprüche an Bayern. Die österreichischen Truppen marschierten ins Innviertel ein. 1779 wurde der Friede von Teschen geschlossen und das Innviertel kam zu Österreich.
1800–1909
Die Franzosen marschierten ins Innviertel ein. 1809 erfolgte der Friedensschluss. Die Franzosen übernahmen das Innviertel und übergeben es 1810 an Bayern. Lambrechten wurde wieder bayerisch und wurde im bayerischen Unterdonaukreis verwaltet.
1815
In diesem Jahr erhielt Österreich das Innviertel wieder zurück. Nachdem Napoleon 1813 endgültig geschlagen wurde, wurden im Friedenskongress in Wien alle eroberten Länder zurückgegeben.
1914–1918
Aus der Kriegserklärung an Serbien durch Kaiser Franz Joseph am 28. Juli 1914 entwickelte sich der Erste Weltkrieg. Lambrechten hatte 50 tote Soldaten zu beklagen.
1939–1945
Mit dem Überfall auf Polen von Nazi-Deutschland begann der Zweite Weltkrieg, der bis 8. Mai 1945 in verheerendem Maße wütete. Lambrechten beklagte 129 tote junge Leute, davon auch einige Familienväter.

### Einwohnerentwicklung
1890 zählte die Gemeinde 1.574 Einwohner. Der höchste Einwohnerstand war 1945, da 1.097 Flüchtlinge zusätzlich bei den Familien aufgenommen waren. Rund 300 stammten aus Jugoslawien, 667 aus Rumänien und 49 aus deutschen Städten. Bis 1950 zogen 900 Personen wieder weiter, nach Bayern, in die USA, viele nach Marchtrenk.
1991 hatte die Gemeinde laut Volkszählung 1.274 Einwohner, bis 2001 nahm die Bevölkerung trotz negativer Wanderungsbilanz (−19) wegen der positiven Geburtenbilanz (+95) auf 1.350 Einwohner zu. Im folgenden Jahrzehnt wurde die Abwanderung stärker, sodass die Einwohnerzahl auf 1.297 Personen im Jahr 2011 zurückging.

## Kultur und Sehenswürdigkeiten

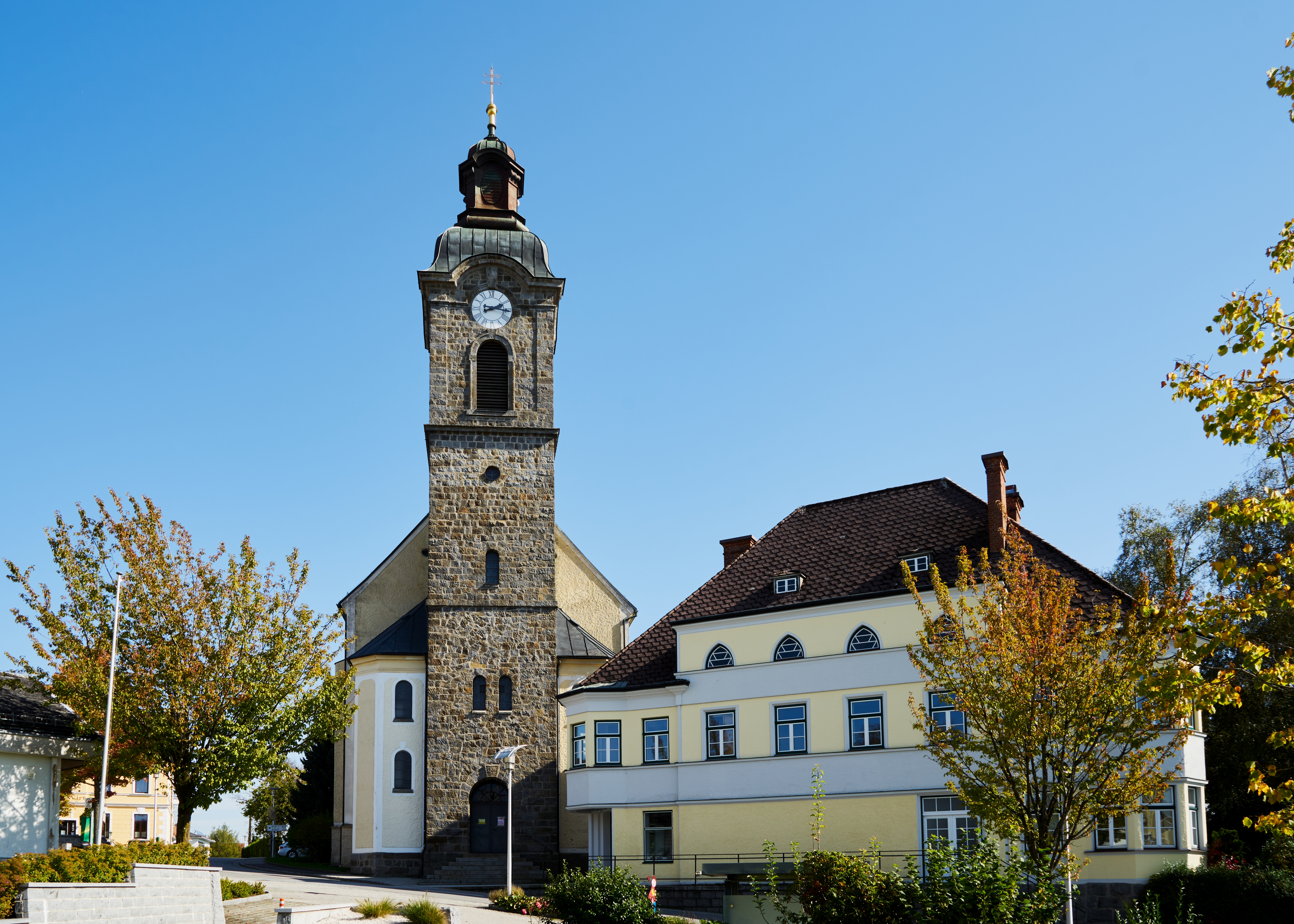
Pfarrkirche Lambrechten

- Katholische Pfarrkirche Lambrechten hl. Lambert
- Friedhof Lambrechten
- Volksschule Lambrechten

## Wirtschaft und Infrastruktur
Lambrechten ist heute vorwiegend noch eine bäuerliche Gemeinde, mit ausreichend gewerblichen Betrieben im Gemeindegebiet. Arbeitsmöglichkeiten bestehen im Umkreis von 18 Kilometern im Gewerbe und in der Industrie.

### Post und Kommunikation
1868 erhielt der Ort ein Postamt, das im Haus Lambrechten 30 eingerichtet wurde. Das Postmeisterhaus wurde abgetragen, an dieser Stelle befindet sich heute der Parkplatz des Schlachthofes. Seit September 2014 ist das Gemeindeamt Lambrechten PostPartner.
1925 wurde der Autobuslinienverkehr Andorf – Lambrechten – Ried im Innkreis aufgenommen.
Ab 1. August 1910 kam von Andorf ein „Postwagerl“ und beförderte täglich Post hin und zurück. Ab 1868 beförderte man die Post zu Fuß von Riedau nach Lambrechten. 1863 wurde der Postsparkassendienst aufgenommen, 1924 der Rundfunkdienst und 1925 der Telefon- und Telegraphendienst. 1973 wurde das ganze Gemeindegebiet an das Telefonnetz angeschlossen. 1893 wurde ein Vorschusskassenverein gegründet – ein Vorläufer der heutigen Raiffeisenbank.

### Elektrizität
Die Elektrizität nahm erst 1924 Einzug. 1924 war die Kirche zu Weihnachten erstmals elektrisch beleuchtet.

## Politik
Der Gemeinderat hat 19 Mitglieder.
- Mit den Gemeinderats- und Bürgermeisterwahlen in Oberösterreich 2003 hatte der Gemeinderat folgende Verteilung: 11 ÖVP, 5 SPÖ und 3 FPÖ.
- Mit den Gemeinderats- und Bürgermeisterwahlen in Oberösterreich 2009 hatte der Gemeinderat folgende Verteilung: 12 ÖVP, 4 FPÖ und 3 SPÖ.
- Mit den Gemeinderats- und Bürgermeisterwahlen in Oberösterreich 2015 hatte der Gemeinderat folgende Verteilung: 10 ÖVP, 6 FPÖ und 3 SPÖ.
- Mit den Gemeinderats- und Bürgermeisterwahlen in Oberösterreich 2021 hat der Gemeinderat folgende Verteilung: 10 ÖVP, 6 FPÖ und 3 SPÖ.[10][11]

### Bürgermeister
- 1979–2009 Karl Sallaberger (ÖVP)[12]
- seit 2009 Manfred Hofinger (ÖVP)[13]

### Wappen
Offizielle Beschreibung des Gemeindewappens: Erhöht geteilt; oben von Schwarz und Silber geteilt, unten in Blau eine silberne, widersehende Taube mit einem goldenen, belaubten Zweig im Schnabel. Die Gemeindefarben sind Blau-Weiß-Schwarz.

## Persönlichkeiten

### Söhne und Töchter der Gemeinde
- Franz Maier-Bruck (1927–1982), Schriftsteller, Gastrosoph und Lexikograf
- Josef Bachmayer (* 1940), Politiker

### Mit der Gemeinde verbundene Persönlichkeiten
- Karl Freund (* 1947), Landwirt, Politiker (ÖVP) und Abgeordneter zum Nationalrat